# Leșnița, Blagoevgrad
Leșnița (în bulgară Лешница ) este un sat în Obștina Sandanski, Regiunea Blagoevgrad, Bulgaria.

## Demografie
Componența etnică a satului Leșnița
     Bulgari (89,98%)
     Romi (2,99%)
     Nicio identificare (7,02%)
     Altele (0%)
La recensământul din 2011, populația satului Leșnița era de 769 locuitori. Din punct de vedere etnic, majoritatea locuitorilor (89,98%) erau bulgari, cu o minoritate de romi (2,99%). Pentru 7,02% din locuitori nu este cunoscută apartenența etnică.